# Rete autobus di Roma
La rete autobus di Roma è un servizio di trasporto pubblico locale composto da circa 360 autolinee gestite dalla società in house ATAC, Autoservizi Troiani, Società Autolinee Pubbliche, Bus International Service, ed Autoservizi Tuscia per conto dell'ente Roma Capitale. La rete serve prevalentemente il comune di Roma sebbene diverse linee si estendano anche ai vicini comuni di Ciampino, Fiumicino, Fonte Nuova, Frascati, Guidonia Montecelio, Monte Compatri, Sacrofano e Pomezia.
Oltre alle linee urbane nel territorio comunale sono esercitati con autobus anche: i collegamenti extraurbani, gestiti dall'azienda regionale Cotral, i collegamenti con gli aeroporti e i servizi privati di bus turistici.

## Storia

### Omnibus e carrozze
Un primo servizio di trasporto pubblico a Roma fu attivato probabilmente nel 1845: si trattava di una linea omnibus, gestita dall'Impresa generale delle diligenze pontificie, che collegava via Montanara, nei pressi del teatro di Marcello, con la basilica di San Paolo fuori le mura. Questa linea, che si sviluppava per un tracciato di 4,5 km, non era soggetta tuttavia ad orari fissi; la partenza infatti veniva effettuata al raggiungimento di un congruo numero di passeggeri ed il biglietto per una corsa aveva il costo di 10 baiocchi. Il debutto di un servizio di trasporto pubblico a Roma, che permetteva di raggiungere la basilica più lontana dal centro storico nel giro di 45 minuti, ebbe un grande successo.
L'espansione della rete si ebbe con l'inaugurazione della prima ferrovia dello Stato Pontificio, la Roma-Frascati, il 7 luglio 1856. Infatti lo stesso giorno, per collegare il capolinea romano della ferrovia con il centro storico, fu istituita una seconda linea tra piazza Venezia e la stazione di Porta Maggiore, utilizzando carrozze costruite sul modello della prima linea. Altre linee furono attivate a Frascati e nei comuni dei Castelli Romani per collegare i centri abitati alle stazioni ferroviarie. Questa espansione portò alla nascita di due biglietterie (una in piazza di Monte Citorio e l'altra in piazza San Pietro a Frascati), che stabilirono il prezzo del biglietto a quattro baiocchi.
Un'altra linea di cui si riscontrano poche testimonianze fu attivata su richiesta di Francesco Saverio de Mérode, che all'epoca progettò la costruzione di una stazione all'interno delle mura aureliane che permettesse l'avvicinamento della Roma-Frascati e della Roma-Civitavecchia al centro storico, con l'apertura di una nuova arteria stradale, oggi via Nazionale.

Nel 1857 fu emanato dal direttore generale della gendarmeria pontificia, Antonio Matteucci, il "Regolamento sulle Vetture ed altri mezzi di trasporto" che, equiparando gli omnibus alle carrozze, stabiliva i passaggi per poter ottenere una licenza per effettuare regolarmente il servizio, i requisiti per le vetture e i luoghi nei quali esse potevano stazionare. Un primo servizio regolare, con orari prestabiliti, fu inaugurato il 20 febbraio 1866, tra piazza del Popolo e piazza San Pietro.

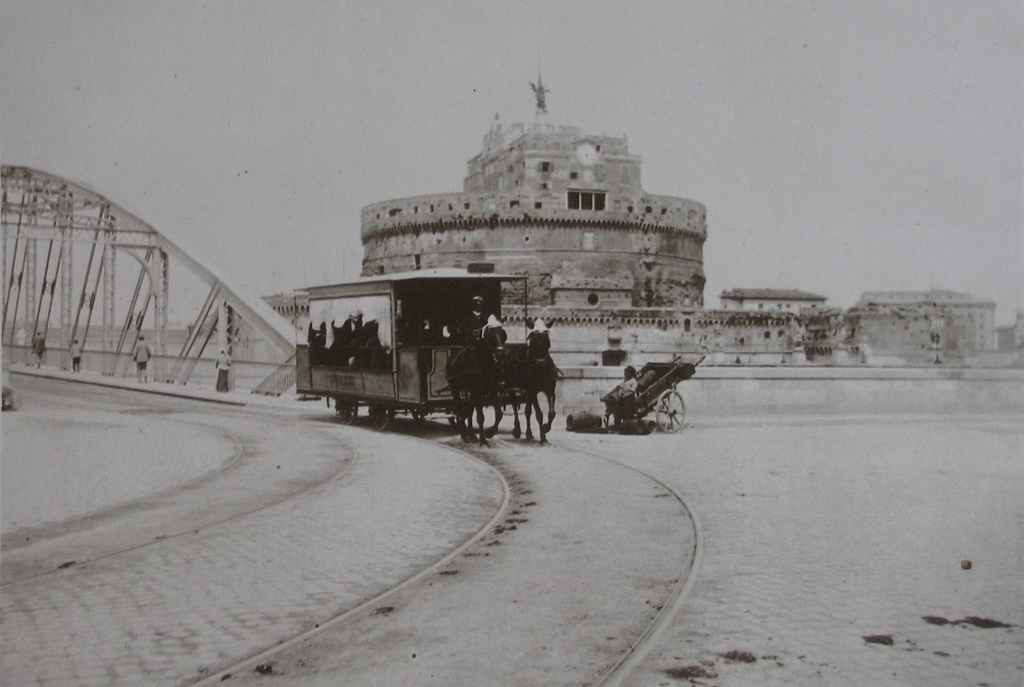
Omnibus su rotaia nei pressi di Castel Sant'Angelo dopo il ponte degli Alari

Con la presa di Roma nel 1870, furono emanate, nel 1872, le prime norme organiche per il trasporto pubblico, stabilendo i requisiti per il rilascio delle licenze, i requisiti e le caratteristiche delle vetture e il codice per il comportamento dei conduttori.
La crescita e lo sviluppo demografico della capitale obbligarono il comune a regolarizzare il servizio di trasporto pubblico, perciò Vincenzo Tittoni, membro del governo provvisorio della città, affidò all'impresario Francesco Marini il compito di riunire le piccole imprese familiari, che gestivano a vario titolo le linee di omnibus e carrozze attive, in un'unica società, la Società Romana degli Omnibus (talvolta accreditata come Impresa Romana degli Omnibus). Il 20 agosto 1885 fu stipulato un contratto tra la SRO e il comune, che garantiva alla società la gestione, l'ampliamento e l'attivazione di alcune linee per i successivi quindici anni.
Complice l'arretratezza industriale del Regno d'Italia, le innovazioni tecnologiche furono importate dai paesi dell'Europa settentrionale, infatti nel 1877 la Societé Anonime des Tramways et Chemins de Fer Economiques (detta semplicemente "la Belga" e nota anche con l'acronimo TFE) introdusse a Roma il cosiddetto omnibus su rotaia (o tramway), che fu impiegato su un'unica linea tra ponte Milvio e piazza del Popolo, facendo da apripista alla nascita del tram.
Con la diffusione del nuovo mezzo di trasporto, la SRO si espanse, assumendo la denominazione di Società Romana Tramways Omnibus (SRTO), che assorbì diverse altre linee gestite dalla Società Italiana di Omnibus Tramways e Trasporti.

### I primi anni degli autobus

Autobus sperimentale della SRTO

Con l'elettrificazione della tranvia, nei primi anni del '900, la società avrebbe dovuto sopprimere le poche linee omnibus a trazione animale rimaste attive, tuttavia gli importanti investimenti fatti nel settore tranviario, non riscossero il successo sperato. La scadenza della concessione, fissata nel 1912 e improrogabile, impose all'azienda di trovare una soluzione alternativa alla trazione animale, perciò fu ordinata la fornitura di 5 autobus sperimentali, che prestarono servizio tra il 1907 e il 1910. Nonostante un discreto successo sul piano meccanico per l'epoca, essi furono accantonati in breve tempo a causa degli onerosi costi di manutenzione, tuttavia alcuni modelli non specificati di autobus continuarono a girare in città. Nel 1909 l'esosità dei costi del biglietto e i sempre più crescenti disservizi aggiunti alle mancanze dell'azienda portarono alla creazione ad opera della giunta comunale di Ernesto Nathan dell'Azienda Autonoma Tramviaria Municipale (AATM), diretta concorrente della SRTO in campo tranviario.

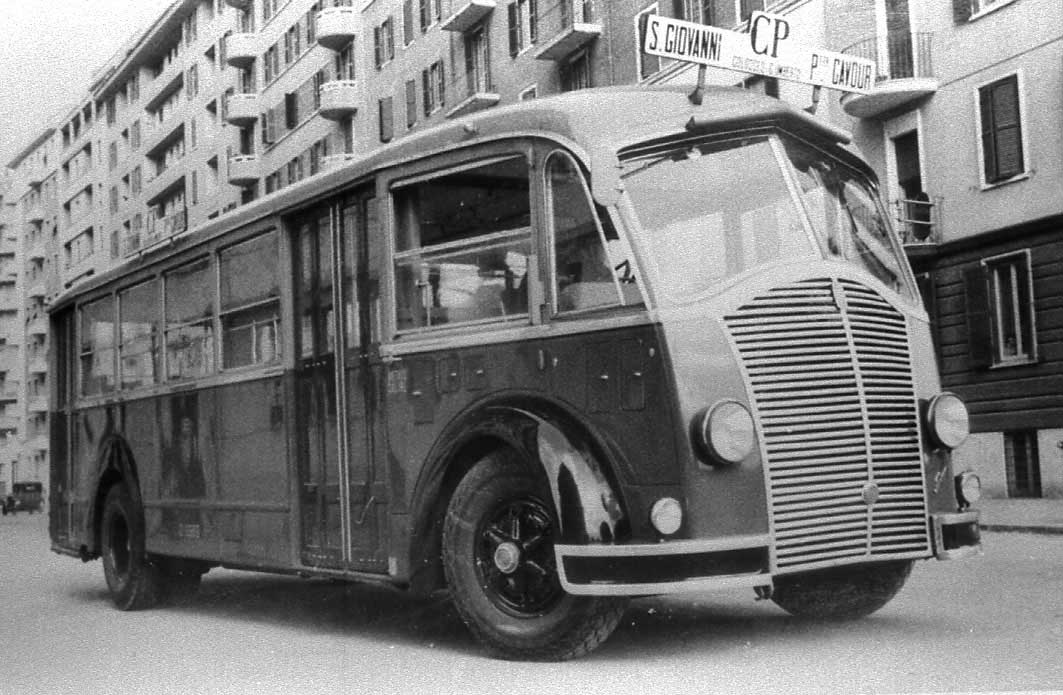
Fiat 656 di ATAG

Con il tempo l'AATM (ridenominata in Azienda Tranvie e Autobus del Governatorato), ormai subentrata alla SRTO (confluita a sua volta in STEFER nel 1941), iniziò a sostituire le linee tranviarie con autobus, decretando un cambiamento di rotta nel panorama del trasporto pubblico romano.
Il 9 agosto 1944 l'ATAG, con il passaggio da governatorato a comune, assunse l'attuale denominazione di ATAC ed iniziò ad affrontare il compito di ricostituire la rete del trasporto pubblico romano, distrutta dai bombardamenti della seconda guerra mondiale. Inizialmente il servizio fu esercitato tramite l'utilizzo di alcuni minibus, fino al 1947, anno in cui furono riattivate le prime 6 linee (il servizio tornerà alla situazione prebellica nel 1948).
Negli anni '50 iniziò l'espansione della rete autofiloviaria a danno di quella tranviaria, che, in occasione delle Olimpiadi del 1960, vide la soppressione di numerose linee, tra cui le circolari interne (CD e CS) e la circolare esterna sinistra (ES), che furono sostituite dall'autobus. Nel luglio 1972 fu soppressa l'ultima linea filoviaria (47) e fu ulteriormente ridotta la rete tranviaria, perciò la rete ATAC assunse il carattere di una rete quasi esclusivamente composta da autobus.

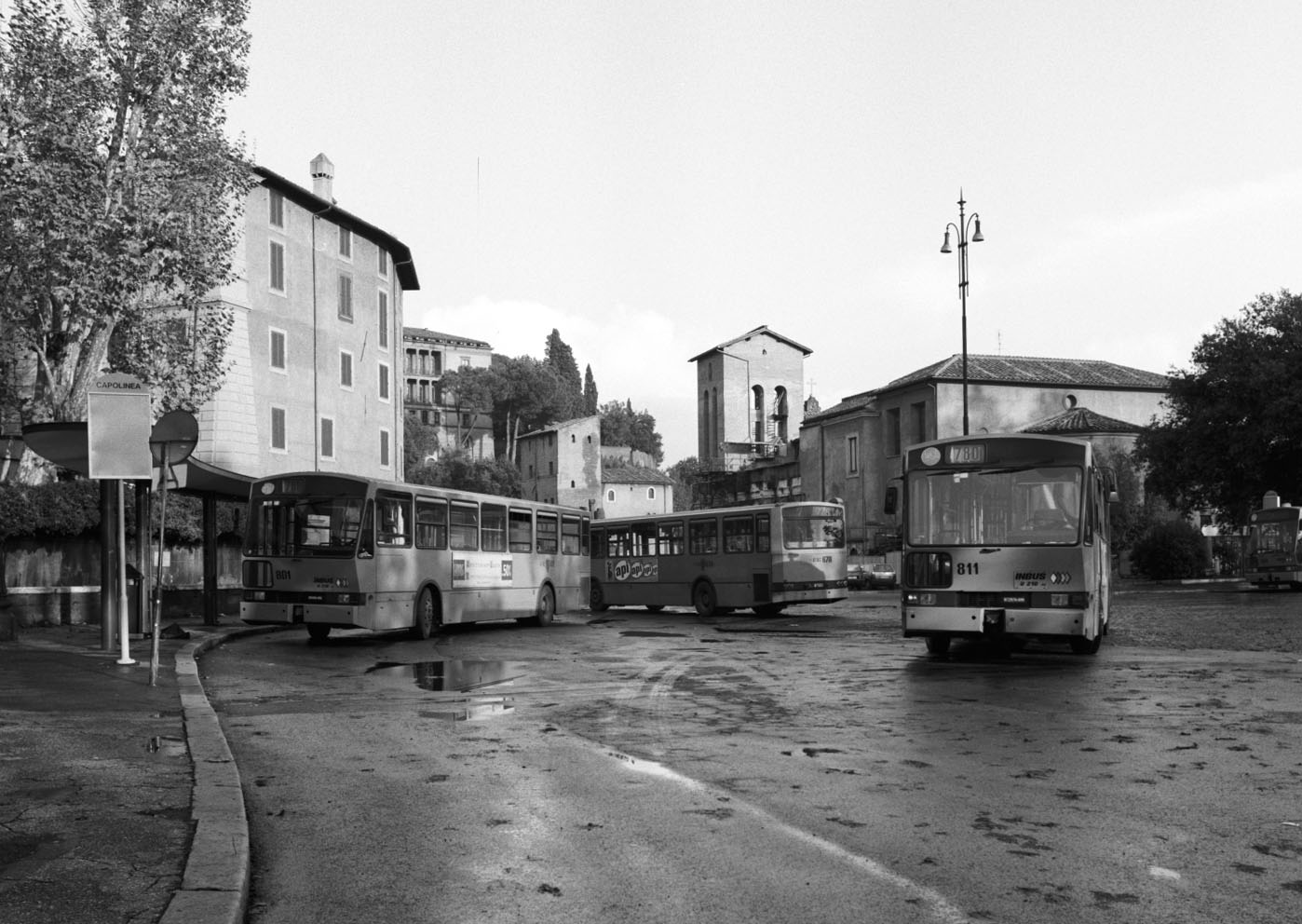
Veicoli Imbus U210 linea 780 al capolinea di Monte Savello nel 1991

Tra il 1985 e il 1986 ATAC ricevette due autosnodati da 18 metri (rispettivamente un Iveco U-Effeuno di AMT ed un Inbus AU280FT) per una sperimentazione. I mezzi furono seguiti, una decina di anni dopo, da 240 BredaMenarinibus Monocar 321, i primi autosnodati della città che entrarono in servizio nel 1997. Contestualmente, nell'ambito dei preparativi per il Giubileo del 2000, furono acquistati svariati mezzi BredaMenarinibus (Monocar 221, Monocar 230, Monocar 240) e Iveco (CityClass) per ringiovanire e ingrandire la flotta dell'azienda. Inoltre, per alleggerire il trasporto dei pellegrini, furono istituite tra il 1999 e il 2000 8 linee denominate "linee J" per meglio collegare i luoghi di culto principali con i principali snodi dei trasporti. Queste ultime furono assegnate al consorzio Tevere Tpl, un'associazione temporanea di imprese composta da SITA, APM, Transdev e Cipar, che ereditò i 112 Monocar 240 acquistati dal comune per svolgere il suddetto servizio.

### Anni 2000 e 2010

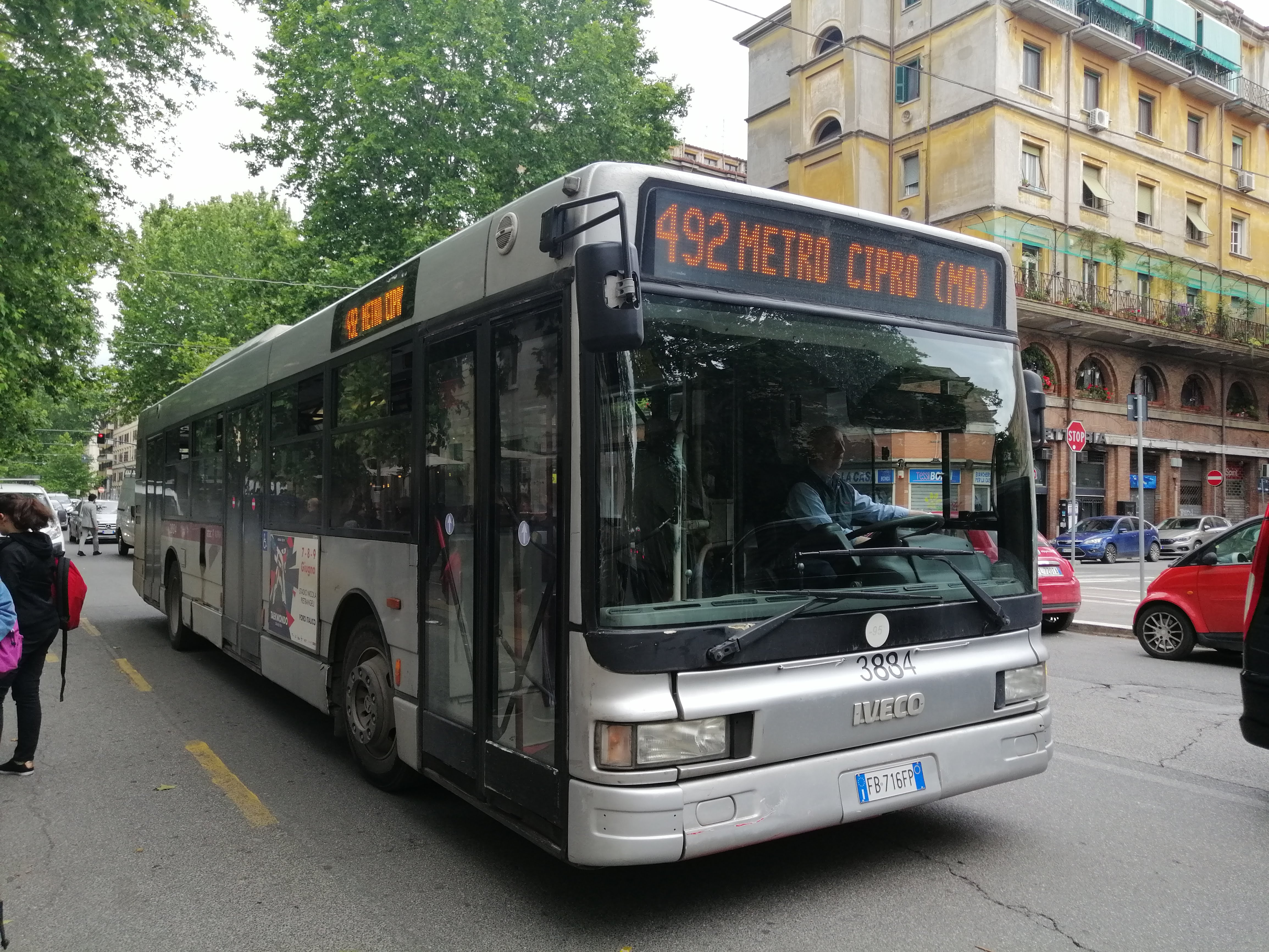
Iveco CityClass di ATAC in servizio sulla linea 492 nel 2018

Il 18 dicembre 2000 ATAC fu scissa in due componenti separate: la prima, che mantenne invariato l'acronimo pur trasformandosi in agenzia, ottenne le funzioni di pianificazione e coordinazione della mobilità pubblica, mentre la seconda, denominata Trambus e controllata al 100% dal comune di Roma, divenne il gestore effettivo del servizio. Ad essa si affiancò Tevere Tpl, a cui fu assegnata la gestione di una ventina di linee autobus, perlopiù periferiche. Le linee J, che non riscossero grande successo neanche durante l'anno santo della chiesa cattolica, furono soppresse il 31 dicembre 2002, alla scadenza naturale del contratto. I primi anni 2000 videro un ulteriore ingrandimento della flotta, con l'acquisto di Mercedes-Benz Citaro e altri Iveco CityClass.
Nel 2009 scoppiarono due incendi in altrettante rimesse romane: il primo colpì la rimessa di Trastevere, distruggendo 30 Tecnobus Gulliver (matricole da 601 a 630) e danneggiando la struttura, mentre il secondo divampò nel deposito di Tor Pagnotta e coinvolse almeno 20 Irisbus CityClass alimentati a gas naturale compresso. Nel secondo caso, per compensare la perdita, l'azienda acquistò 24 Irisbus Citelis GNC poi assegnati alla rimessa di Tor Sapienza.
Il 30 giugno 2010 la giunta Alemanno portò a compimento l'accorpamento di Trambus e Met.Ro. in ATAC, già annunciato negli anni precedenti, e, nel 2014, OGR Roma e Roma Patrimonio furono assorbite dalla stessa azienda, che così diventò il gestore dell'intera rete di autobus, tram, metropolitana, ferrovie e filobus mantenendo al contempo la proprietà degli impianti. Nello stesso anno l'azienda fu affiancata dal consorzio privato Roma TPL, che prese in carico un centinaio di linee periferiche e le linee notturne (tornate ad ATAC nel 2015). Il contratto, la cui scadenza era stata inizialmente posta al 31 maggio 2018 è stato prorogato più volte fino alla scadenza del 30 ottobre 2020. L'ATAC cedette quindi parte del suo parco mezzi (principalmente BredaMenarinibus M240, CAM Alè, MAN NL263 e Mercedes-Benz Citaro) a Roma TPL anche se la stessa azienda, nel giro di pochi anni, decise di rinnovare la propria flotta, acquistando diversi mezzi sia nuovi che usati tra cui BredaMenarinibus Avancity+ e Vivacity+, Indcar Cytios, Temsa Avenue e Iveco Bus Urbanway.

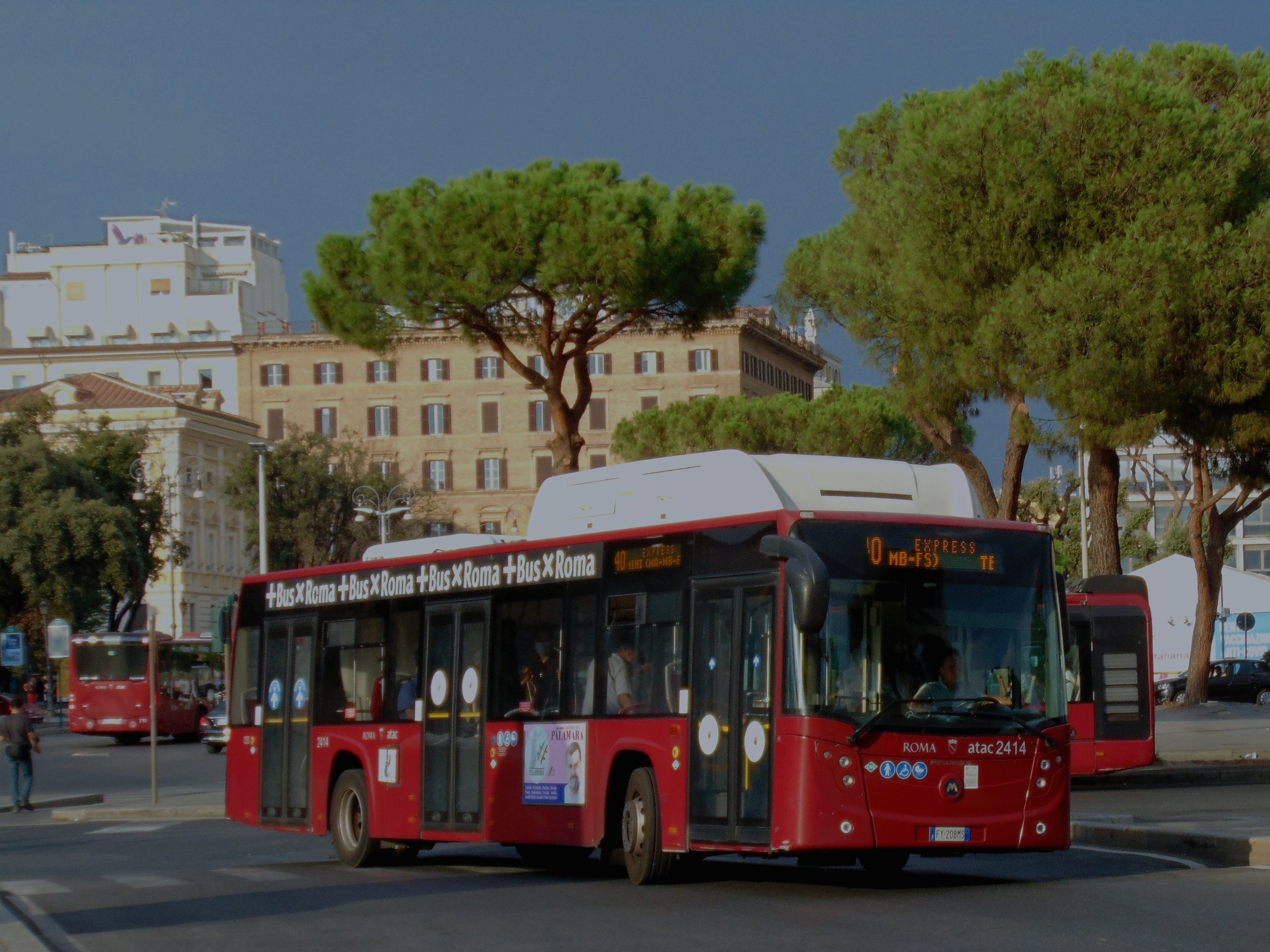
Menarinibus Citymood di ATAC in servizio sulla linea 40 presso la Stazione Termini

L'ATAC invece dovette ringiovanire una flotta risalente agli anni '90 e ai primi anni 2000, acquistando nel 2013 un quantitativo consistente di Irisbus Citelis (da 12 e 18 metri) seguiti tra il 2016 e il 2017 da alcuni esemplari di Urbanway (sia da 12 che da 18 metri).
Tra il 2014 e il 2016, nell'ambito di una revisione delle spese, si attuò una razionalizzazione del trasporto di superficie che portò alla soppressione di svariate linee e alla conseguente rimodulazione di diversi percorsi e orari nei quadranti Collatino, Trionfale, Prenestino, Tor Sapienza, Tiburtino e nel centro storico, portando inoltre alla soppressione della rimessa Collatina.
Nel 2019, l'allora sindaca Virginia Raggi diede inizio al massiccio programma di ringiovanimento della flotta di ATAC noto come "+ Bus x Roma", presentando il 1 agosto 2019 i primi 80 autobus dei 227 che sarebbero debuttati nelle strade romane. Successivamente entrarono in servizio fino al 2021, circa 700 nuovi autobus tutti firmati Industria Italiana Autobus e modello Citymood. 

### Anni 2020

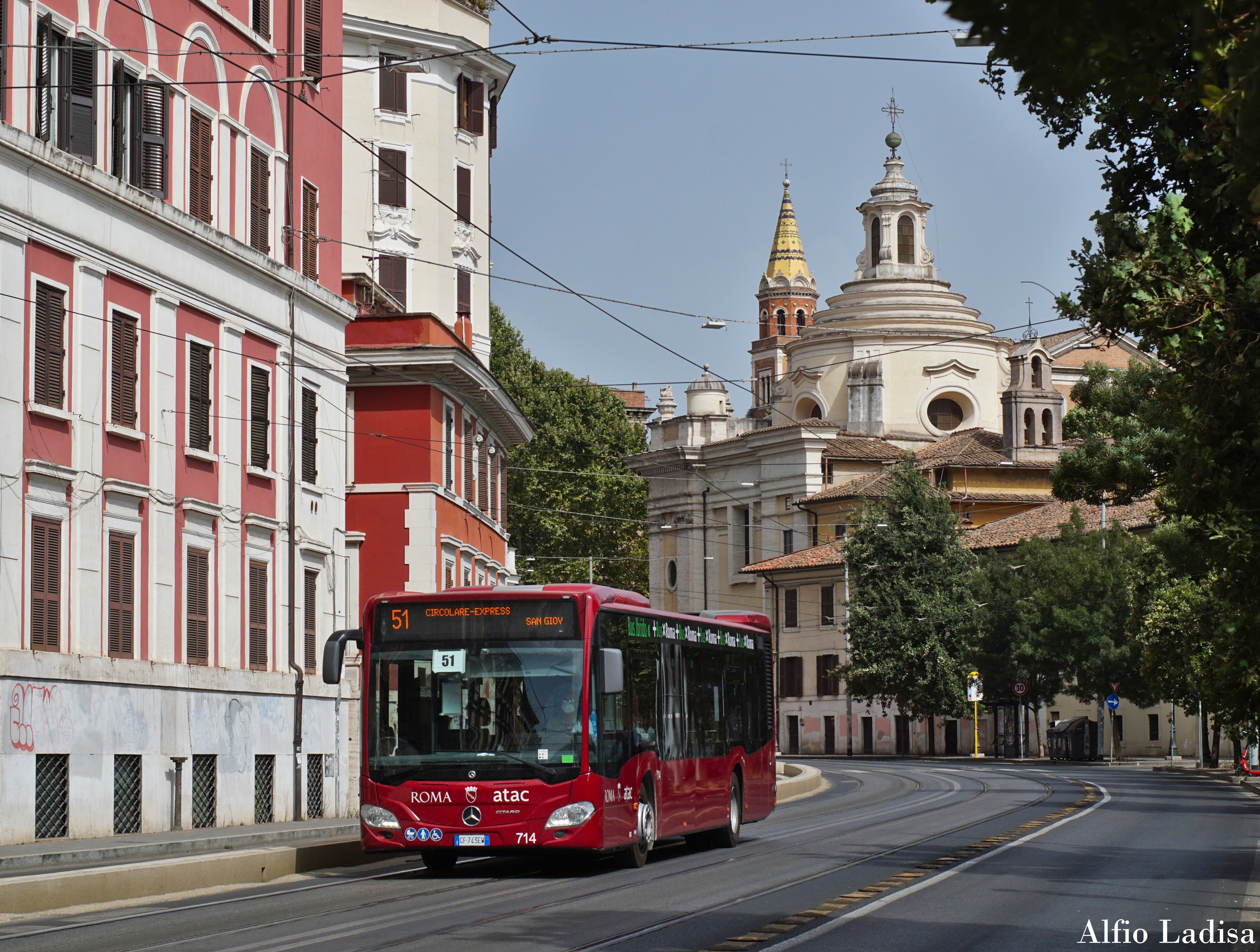
Mercedes-Benz Citaro Hybrid di ATAC in servizio sulla linea 51 in via Labicana

Il 28 ottobre 2020 il Dipartimento Mobilità Sostenibile e Trasporti pubblicò la gara per trovare i due operatori che sarebbero subentrati al consorzio Roma TPL, il cui contratto era ormai in scadenza. La gara era divisa in due lotti Est ed Ovest, entrambi con 50 linee periferiche per un totale di 100 linee. La gara fu aggiudicata, dopo i ricorsi da parte della seconda arrivata e da una società esclusa dalla gara, il 1 agosto 2024 ad Autoservizi Troiani (in gruppo con Società Autolinee Pubbliche) e Bus International Service (in gruppo con Autoservizi Tuscia). Il contratto ha durata di 8 anni e prevede l'immissione in servizio entro la fine del 2024 di 148 bus elettrici e 72 ibridi, con previsione che nel 2029 l’intera flotta sia completamente rinnovata ed elettrica, per un totale di 514 mezzi in servizio.
Nel 2021 sono entrati in servizio 100 nuovi bus ibridi Mercedes-Benz Citaro C2 destinati alla rimessa di Portonaccio così da sostituire i vecchi Mercedes-Benz Citaro C1, più inquinanti. Successivamente nel 2022 sono stati ordinati altri 118 bus ibridi per rinnovare totalmente la flotta della rimessa di Portonaccio, entrati poi in servizio a partire da luglio 2023.
Nel 2023, in vista del Giubileo del 2025 per sostituire mezzi più vecchi, vengono ordinati 110 bus ibridi da 18m e 244 bus a metano da 12m, che entreranno in servizio durante il 2024 e il 2025.
Sempre nel 2023 vengono ordinati 411 bus elettrici per andare a sostituire la flotta di Iveco Citelis 12m, il cui contratto di leasing con la Romana Diesel è ormai in scadenza.
Nell'estate del 2024 sono entrati in servizio i primi nuovi autobus dei due consorzi vincitori della gara per il TPL periferico: 40 nuovi Mercedes-Benz Citaro C2 di Troiani e 48 nuovi King Long E10 e E12 ibridi di Società Autolinee Pubbliche e Bus International Service. 
Nel mese di settembre 2024 vengono presentati a Piazzale dell'Agricoltura, i primi 10 Mercedes-Benz eCitaro di 60 che entreranno a far parte della flotta di Troiani entro gennaio 2025. La flotta di eCitaro di Troiani sarà successivamente arricchita fino ad arrivare a 110 mezzi entro metà 2026.

## Classificazione

### Classificazione delle linee

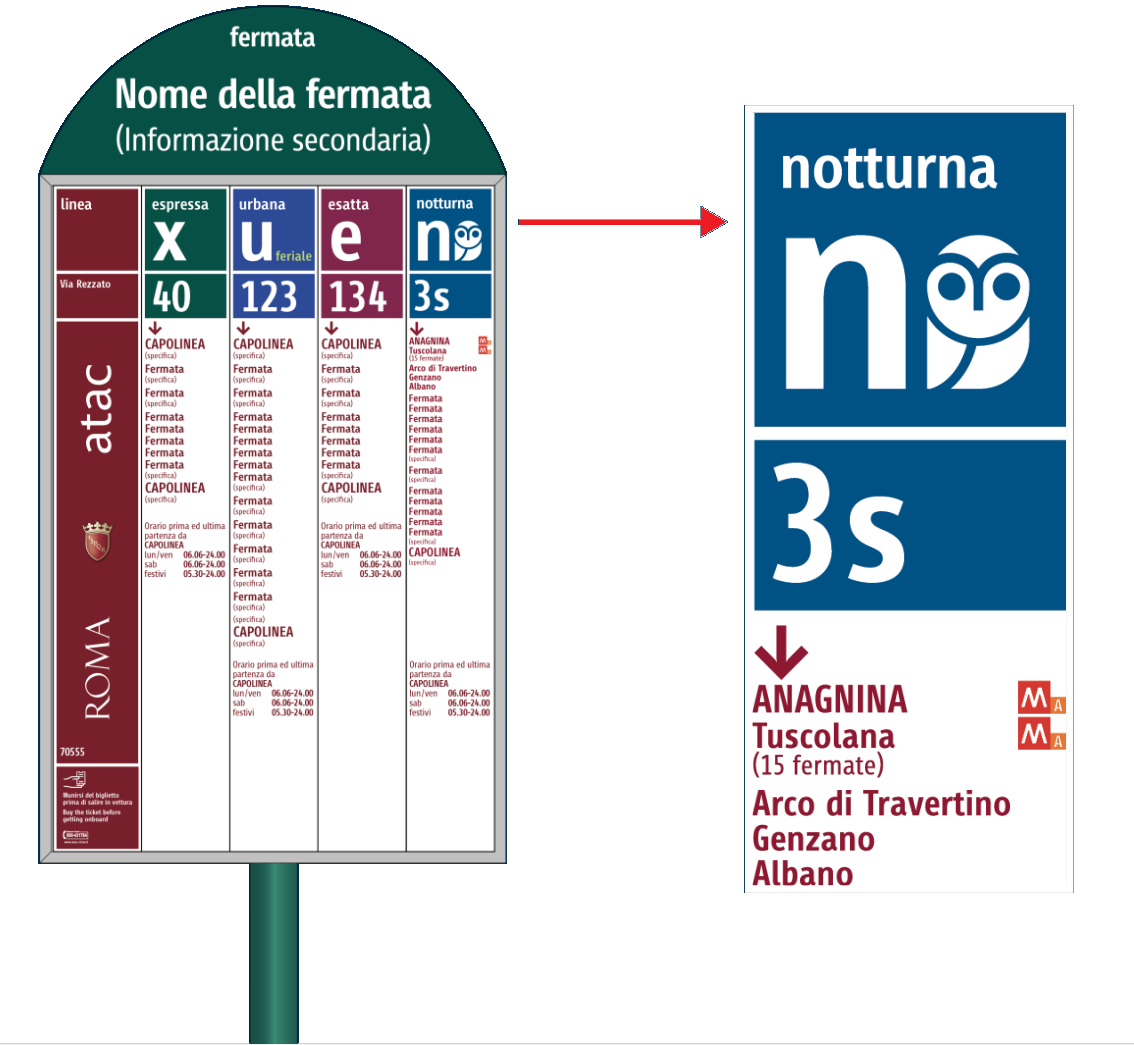
Grafica di una tipica palina di fermata.

Le linee del trasporto pubblico di superficie romano si suddividono in cinque categorie fondamentali:
- Urbane: rappresentano la maggioranza delle linee autobus di Roma; seguono un percorso di lunghezza variabile effettuando praticamente tutte le fermate poste sul loro tragitto. Queste linee prestano servizio in fasce orarie comprese tra le 4:00 e mezzanotte (anche se alcune di esse sono attive in intervalli orari più ristretti o più ampi) e possono essere in servizio nei giorni feriali, infrasettimanali, festivi o anche tutti i giorni (alcune linee ad esempio modificano il proprio percorso nei giorni festivi). Sulle paline sono contrassegnate con la lettera "U" e il colore blu; se accanto alla lettera c'è il disegno di un gufetto stilizzato con la scritta vuol dire che l'ultima partenza dai capolinea è prevista intorno alle ore 2:00. Le linee urbane si possono suddividere a loro volta in linee:
  1. ad alta frequenza: intervallo di passaggio nell'ora di punta inferiore ai 10 minuti;
  2. a media frequenza: intervallo di passaggio nell’ora di punta compreso tra i 10 e i 20 minuti;
  3. a bassa frequenza: intervallo di passaggio nell’ora di punta superiore ai 20 minuti.

- Esatte: si tratta di un gruppo di linee con partenze ad orario precise compensate normalmente da un'attesa e un percorso piuttosto lunghi; dopo diverse razionalizzazioni della rete a questo gruppo appartengono praticamente le sole linee cimiteriali (fatta eccezione per la linea C1 che appartiene al gruppo delle linee urbane) che dai principali snodi del trasporto pubblico consentono di raggiungere i cimiteri Flaminio, Laurentino, Ostia Antica, San Vittorino e Verano. Sulle paline sono contrassegnate con la lettera "E" e il colore amaranto.
- Express: le 12 linee express (20, 30, 40, 51, 60, 80, 90, 91, 120F, 150F, 180F e 190F) sono linee veloci caratterizzate da un'alta frequenza e fermate distanziate; quest'ultima caratteristica consente loro di collegare aree cittadine anche piuttosto lontane e/o di periferia col centro. Sulle paline sono contrassegnate con la lettera "X" e il colore verde.
- Notturne: le 31 linee notturne sostituiscono nella fascia oraria compresa tra le 23:30 e le 5:00 una parte della rete di superficie diurna nonché le tre linee della metropolitana e la ferrovia Roma-Lido. Sulle paline sono contrassegnate con la lettera "n", il disegno di un gufetto stilizzato e il colore blu scuro.
- Mare: si tratta di un'unica linea dedicata al litorale di Ostia, la 062 che è attiva durante la sola stagione estiva, tipicamente tra maggio/giugno e settembre. Sulle paline è contrassegnata con la dicitura "m1" e il colore verde acqua. In passato erano considerate linee mare la linea 07, contrassegnata con la dicitura "m2" e attualmente riclassificata come linea urbana e la linea 068, contrassegnata con la dicitura "m3" ed è stata soppressa nel 2022.
- Collegamenti per le rimesse: sono un gruppo di collegamenti express che servono ad offrire un servizio ulteriore svolto dalle vetture che transitano tra le rimesse aziendali e i principali capolinea della rete. Tali collegamenti sono attivi solo in determinate fasce orarie ed effettuano relativamente poche fermate. Sulle paline sono dotati di doghe speciali caratterizzate da uno stile grafico completamente differente da quello adottato per tutte le altre linee.

A queste linee si affiancano inoltre le navette Shopping, attivate normalmente in periodo natalizio, e le navette sostitutive della rete metroferrotranviaria, attive nel caso in cui sia necessario interrompere il servizio per lavori programmati o imprevisti di qualunque genere.

### Sistema di denominazione
Negli anni si sono avvicendati diversi criteri per la denominazione delle linee; inizialmente infatti furono utilizzati i numeri romani seguiti poi dai numeri arabi a cui si affiancarono anche lettere, colori, barre e croci. Dopo le varie riforme tuttavia, a partire dagli anni '50, le linee ordinarie vengono tutte classificate con numeri talvolta affiancati da lettere esplicative (ad esempio D/L/P per le linee deviate/limitate/prolungate, la N per le linee notturne o la C per le linee cimiteriali).
Per quanto riguarda il criterio di scelta dei numeri è stato spesso adottato il sistema dell'origine-destinazione partendo da una suddivisione per quadranti della città entro il Grande Raccordo Anulare con numeri da 1 a 9 mentre tutta l'area oltre tale confine è contrassegnata da uno zero; la linea quindi prevede che la prima cifra sia stabilita dal punto di partenza e la seconda dal punto di arrivo mentre l'eventuale terza (soprattutto per le linee presenti in periferia) viene stabilita in base al numero delle linee nel quadrante interessato. Questo criterio tuttavia non è più utilizzato tanto che per scegliere la numerazione di una nuova linea si utilizzano normalmente numeri simili a quelli delle linee già presenti nel quadrante interessato.
Le linee cimiteriali vengono invece numerate antecedendo una C al numero ordinario mentre le linee notturne sono caratterizzate dalla presenza di una "n" prima della denominazione della linea diurna sostituita (ad esempio la linea nMA che sostituisce la linea A della metropolitana o la linea n716 che sostituisce in larga parte la linea bus 716).
Alla regolare numerazione possono essere anche aggiunte delle lettere come: "F" per le linee festive (ad esempio la linea express 120F), "B" per le poche linee barrate rimaste (04B, 05B e 46B), "D" per le linee deviate (ad esempio 013D), "L" per le linee limitate (ad esempio 20L o 990L) e "P" per le linee prolungate (ad esempio 246P). Inoltre, qualora si dovesse rendere necessaria l'attivazione di una linea sostituiva per la metropolitana o per le ferrovie urbane, la numerazione viene composta dalla denominazione della linea seguita da una o due cifre (ad esempio MB4); qualora ciò dovesse succedere per le linee tranviarie viene mantenuta la numerazione della linea a cui segue l'abbreviazione "BUS" o "NAV" (ad esempio 3BUS).
Ulteriore eccezione è rappresentata dai collegamenti in uscita e in entrata delle rimesse, la cui numerazione viene composta utilizzando la lettera assegnata all'impianto di appartenenza seguita da due cifre, le quali vengono invertite in base al verso della corsa (ad esempio il collegamento C01 è in partenza dalla rimessa di Acilia mentre C10 è il collegamento di ritorno).

## Impianti e rimesse

### Fermate

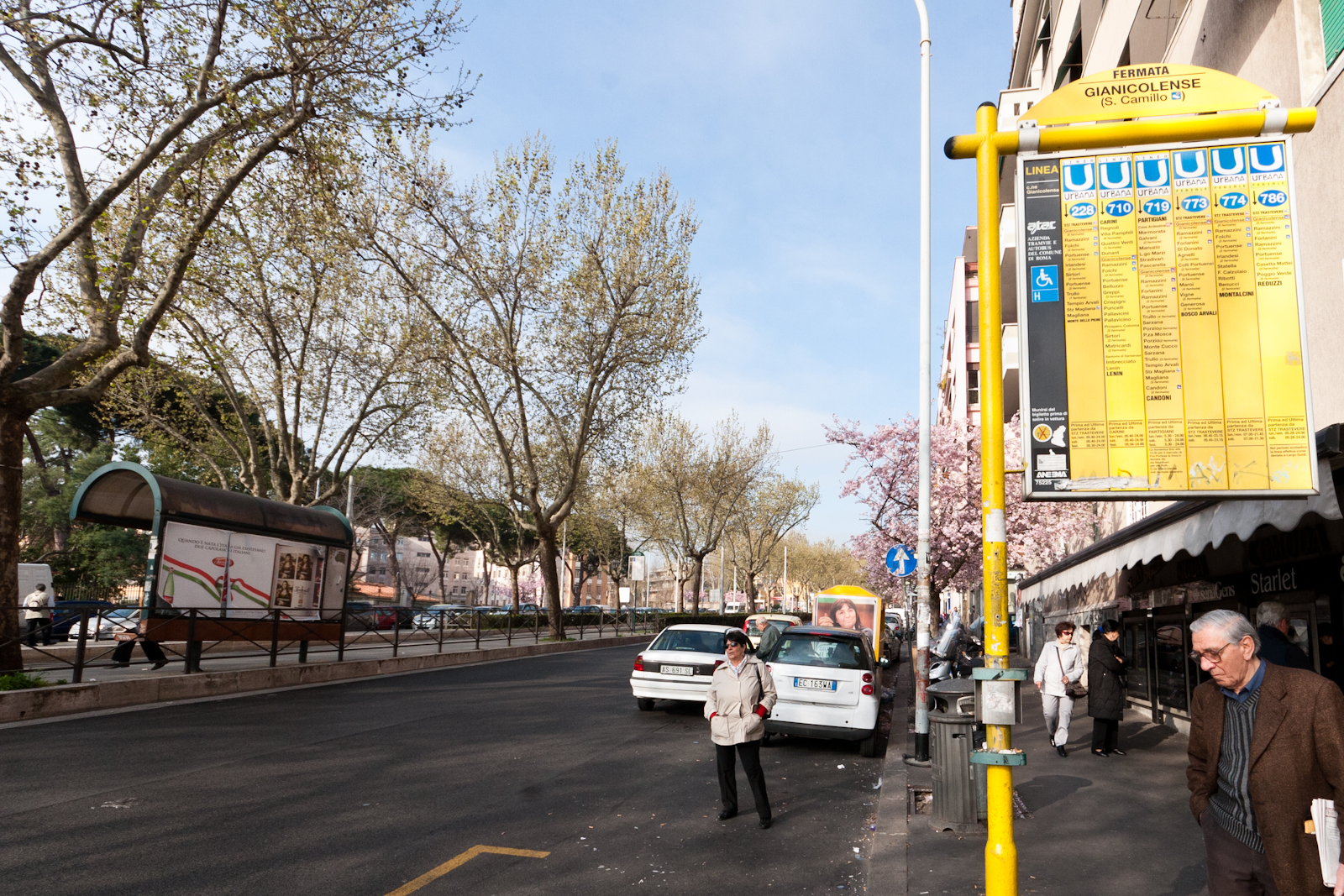
Fermata ATAC Gianicolense/San Camillo nel 2011 (palina e doghe di vecchio tipo)

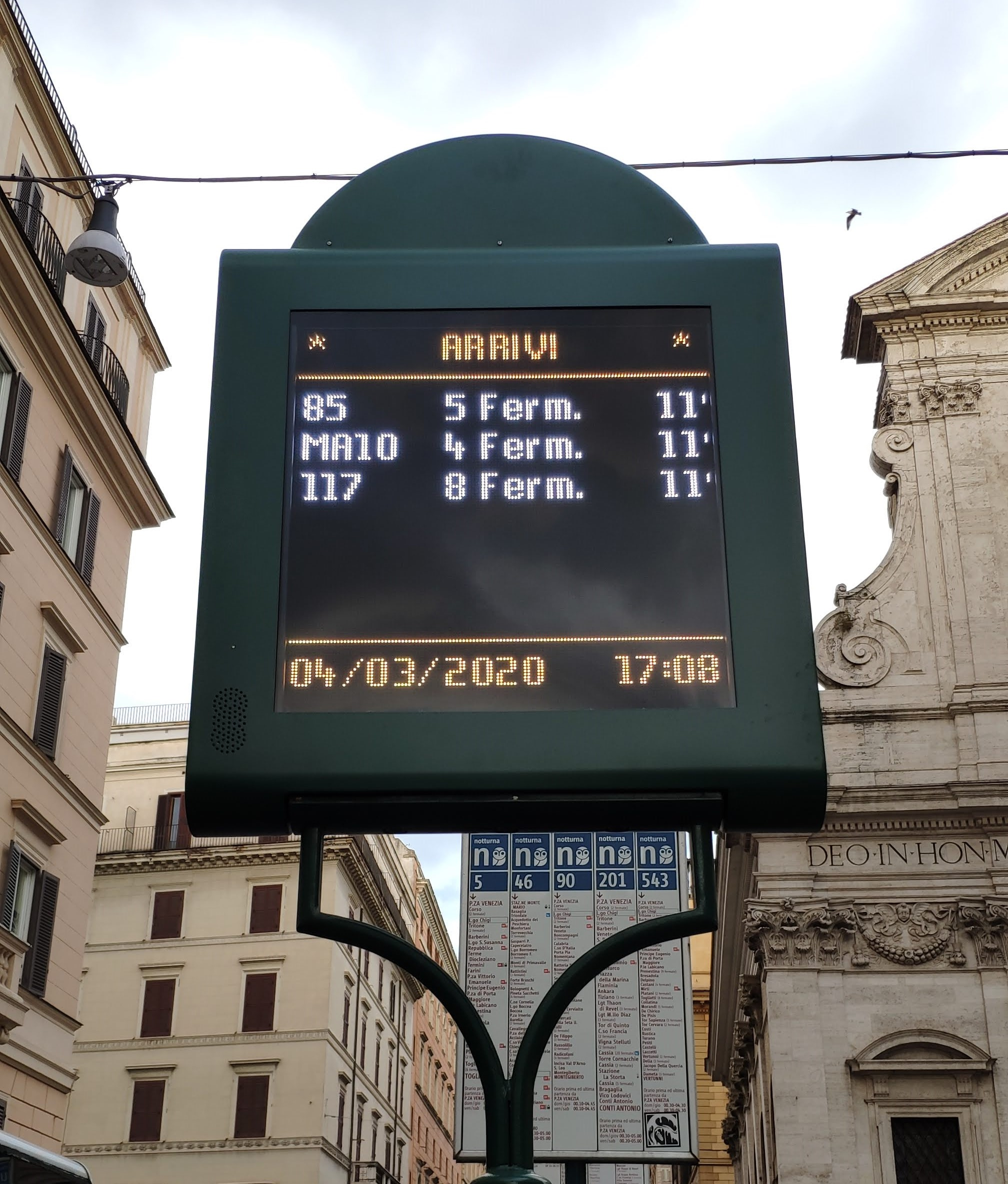
La palina elettronica della fermata L.go Chigi

Il nome delle fermate è composto dal nome della strada sulla quale sono poste, seguito dal nome dell'eventuale strada con la quale si interseca la prima. In alcuni casi si è derogato a questo criterio, in particolare per i capilinea posti nei pressi dei principali snodi metroferroviari, come ad esempio il capolinea di piazza dei Cinquecento, denominato semplicemente "Termini", visto l'interscambio con la stazione di Roma Termini. Inoltre è possibile che nel nome della fermata venga richiamato un punto di particolare interesse (ad esempio la fermata Gianicolense/S. Camillo è stata chiamata così poiché posta sulla circonvallazione Gianicolense all'altezza dell'ingresso dell'Azienda ospedaliera San Camillo-Forlanini) o, più semplicemente, la possibilità di scambio con altre linee metroferroviarie (sempre accanto al nome della fermata "Termini" viene aggiunta, tra parentesi, la sigla "MA-MB-FS", essendo possibile, presso il nodo in questione, accedere contemporaneamente alle linee A, B, B1 della metropolitana, nonché alle linee ferroviarie regionali e nazionali). 
Tutte le fermate sono contrassegnate da almeno una palina a 4+1 o a 6+1 doghe, di colore giallo, verde o rosso, e dalla relativa segnaletica a terra.
Presso ogni fermata c'è una palina dotata di:
- 1 doga rossa, recante la scritta "Roma - atac", l'indirizzo e il codice identificativo della fermata e l'eventuale accessibilità garantita a persone con disabilità delle linee in transito presso di essa;
- 4 o 6 doghe recanti ognuna numero, classificazione, lista delle fermate e periodo di attività delle varie linee che transitano presso quella fermata;
- doghe bianche riempitive.

Nel caso in cui occorra apporre più doghe di quante se ne possano fissare su una stessa palina (oppure quando una fermata e un capolinea di due linee diverse coincidono), normalmente si piantano più paline relative ad una stessa fermata (sulle paline "ripetitive" non è necessario inserire la doga rossa).
Le paline verdi a 4+1 doghe sono utilizzate soprattutto all'interno delle mura aureliane, di una parte della zona del Quarto Miglio, del borgo di Isola Farnese nonché sulla via Appia Antica.
Le paline gialle a 4+1 o a 6+1 doghe sono le più diffuse e utilizzate sull'intero territorio capitolino, essendo facilmente visibili e individuabili.
Le paline mobili rosse sono prive di doghe e sono utilizzate normalmente per segnalare fermate temporanee.
Diverse fermate sono state dotate di apposite pensiline e in alcuni casi di paline elettroniche che indicano lo stato del servizio in tempo reale.

### Rimesse attive

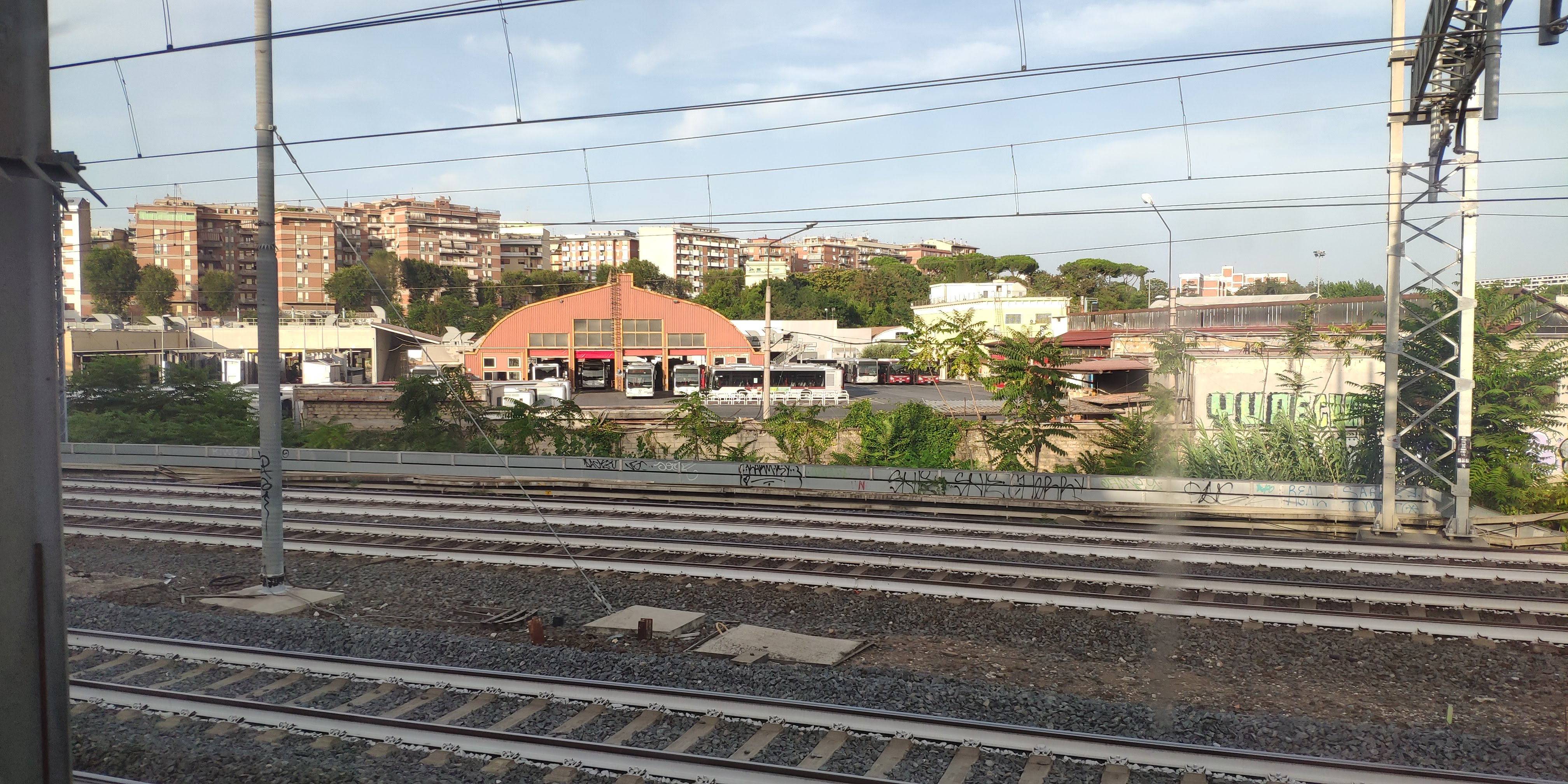
La rimessa di Portonaccio

Le rimesse che ospitano le vetture del parco mezzi autobus romano sono in totale 11 di cui 8 appartenenti ad ATAC e 2 a Roma TPL:
- Rimessa ATAC Acilia (viale Enrico Ortolani, 293)
- Rimessa Roma TPL Costi[30] (via Raffaele Costi, 23)
- Rimessa ATAC Grottarossa (via della Stazione di Grottarossa)
- Rimessa ATAC Magliana (via Luigi Candoni, 101)
- Rimessa Roma TPL Maglianella (via della Maglianella, 136)
- Rimessa ATAC Portonaccio (via di Portonaccio, 2)
- Rimessa ATAC Tor Pagnotta (via Mario Carucci, 105)
- Rimessa ATAC Tor Sapienza (via Prenestina, 575)
- Rimessa ATAC Tor Vergata (via di Tor Vergata, 193)
- Rimessa ATAC Trastevere (piazza Bernardino da Feltre, 41)
- Rimessa Troiani Tor Cervara (via di Tor Cervara, 279)

### Rimesse inattive o dismesse
- Rimessa Eritrea (via Lucrino)
- Rimessa Ostia (corso Duca di Genova)
- Rimessa Portuense (via Portuense)
- Rimessa San Paolo (via Alessandro Severo)
- Rimessa Tuscolana (piazza Ragusa, 69 - via Tuscolana, 179)
- Rimessa Vittoria (piazza Bainsizza, 13 - viale Angelico, 52)
- Rimessa Collatina (via Renato Birolli, 6)
- Rimessa Roma TPL Valleranello - dismessa da ottobre 2023 (via di Valleranello, 269)

## Sistema tariffario

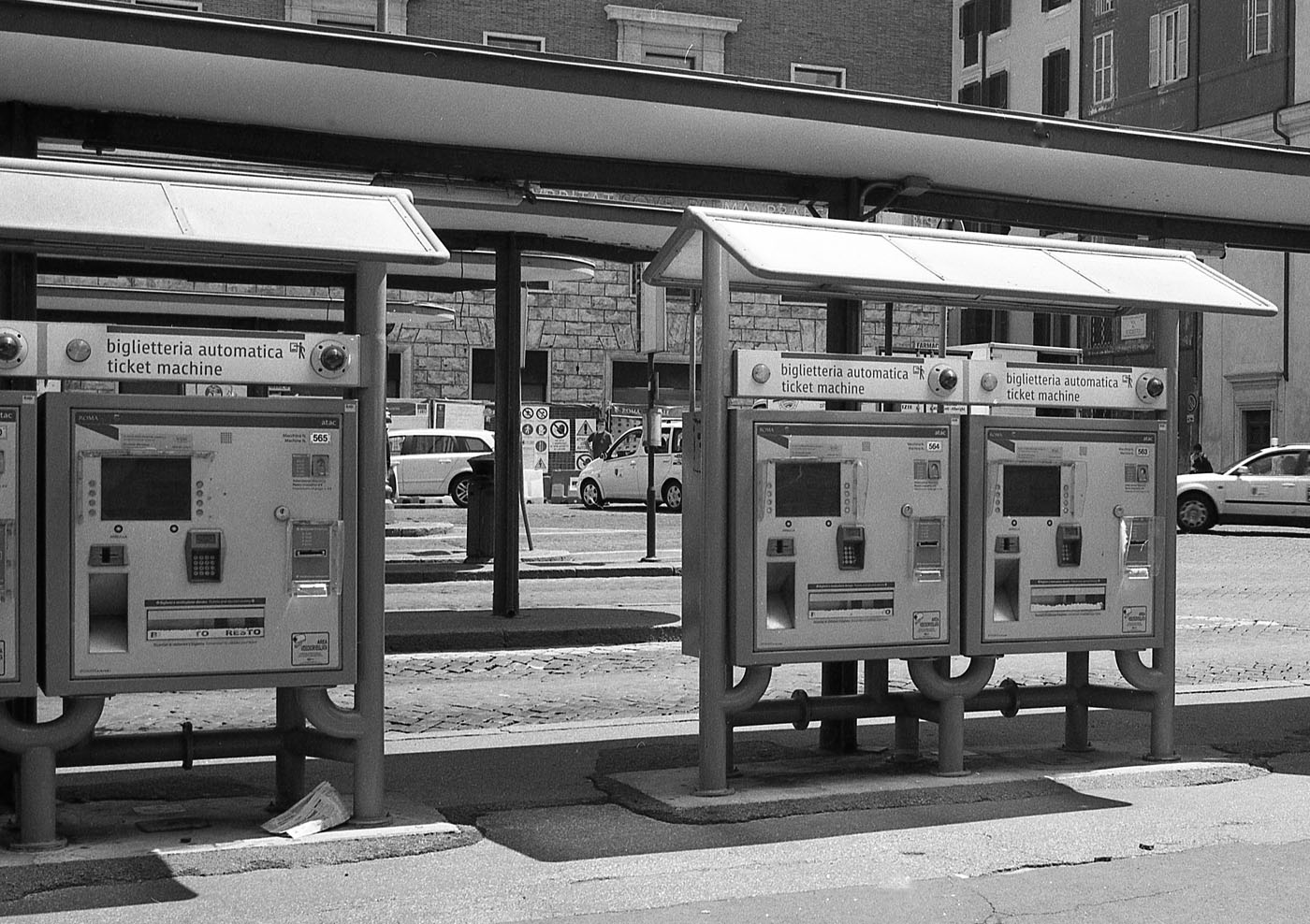
Biglietterie automatiche al capolinea ATAC di piazza di San Silvestro

La rete autobus è integrata nel sistema tariffario Metrebus, introdotto nel 1994 e partecipato dalle tre principali aziende di trasporto pubblico nel Lazio: ATAC, Cotral e Trenitalia. Roma TPL non fa parte del consorzio e viene pertanto pagato direttamente da Roma Capitale.
I titoli di viaggio sono acquistabili presso le biglietterie a sportello, automatiche e mobili, bar, tabaccherie ed edicole convenzionati. Essi si suddividono in:
- BIT (Biglietto Integrato a Tempo), acquistabile in quasi tutte le biglietterie, edicole e tabaccai di Roma, è valido per 100 minuti dalla prima timbratura e su qualsiasi mezzo della capitale (i tornelli della metro in ingresso si possono oltrepassare una sola volta, tranne che a San Giovanni per passare dalla linea A alla C e viceversa);
- 10-BIT, biglietto uguale in tutto e per tutto al BIT, può essere riattivato più volte per la medesima durata di 100 minuti;
- CIS (Carta Integrata Settimanale), carta valida per 7 giorni dalla prima timbratura, utilizzabile solo all'interno del territorio di Roma Capitale (o sulle linee bus ATAC e Roma TPL che oltrepassano i confini comunali);
- Roma 24H, 48H e 72H, biglietti validi per rispettivamente 24, 48 e 72 ore per un numero illimitato di corse;
- Abbonamenti (agevolati e non), suddivisi in "mensili" (personali e impersonali) e "annuali". Si possono tutti ricaricare su card Metrebus o èRoma. Gli abbonamenti mensili sono validi per il mese di calendario scelto al momento dell'acquisto, mentre quelli annuali sono validi per 365 giorni dal momento dell'attivazione. Entrambi gli abbonamenti sono utilizzabili per un numero illimitato di corse all'interno del territorio capitolino (o sulle linee bus ATAC e Roma TPL che oltrepassano i confini comunali).

## Parco mezzi

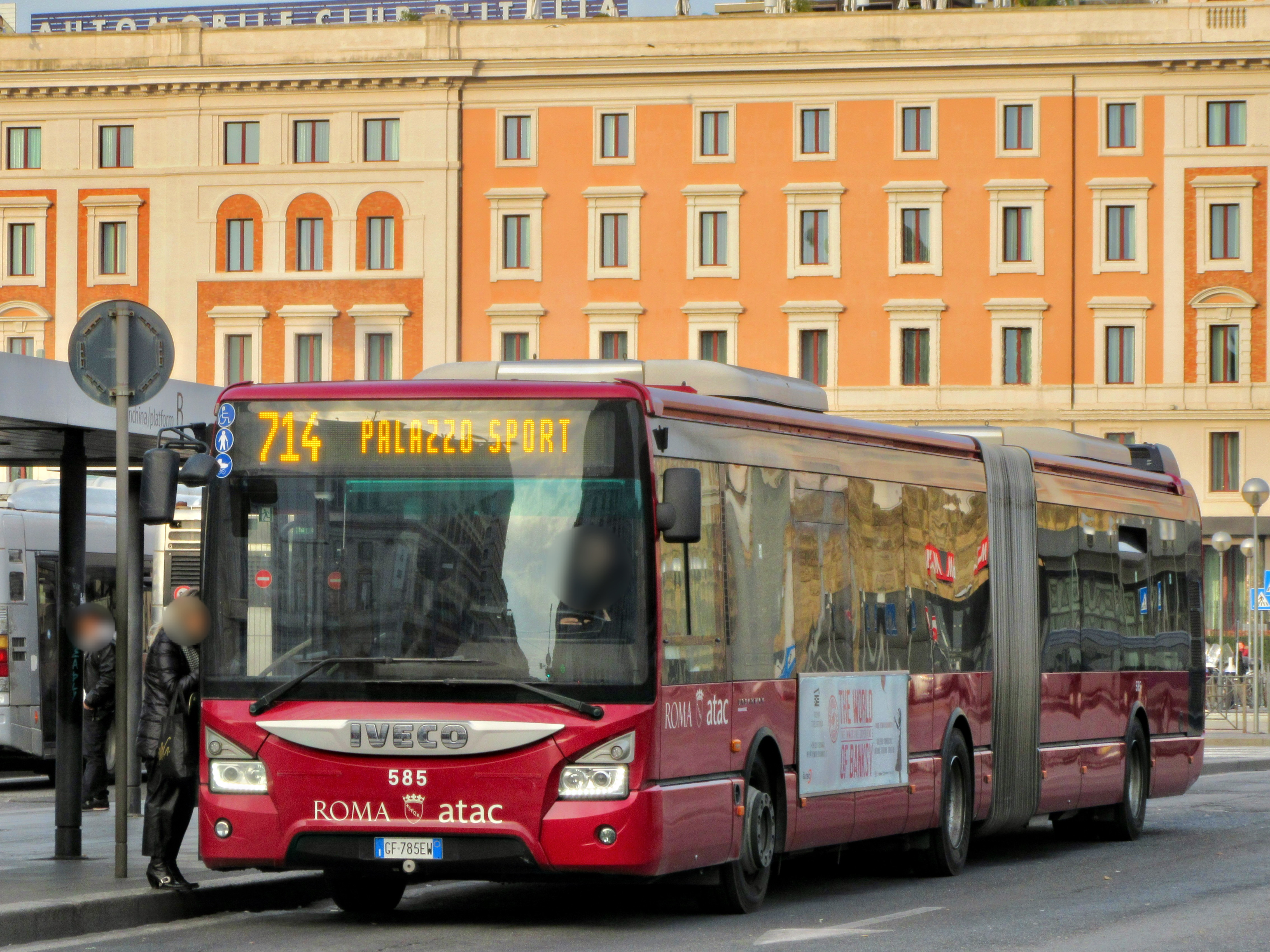
Iveco Urbanway autosnodato a Roma Termini, linea 714.

Il parco mezzi delle cinque aziende di trasporto è composto da oltre 2 000 veicoli di varie dimensioni (da un minimo di 6 ad un massimo di 18 metri) suddiviso tra le 10 rimesse dislocate nel territorio di Roma. Le cinque flotte hanno rispettivamente un'età media di 7 anni (ATAC), 6,7 anni (Roma TPL) e 1 anno (Troiani, SAP e BIS). 
Sono presenti mezzi di varie lunghezze a partire da un minimo di 6 metri fino ad un massimo di 18. I minibus più piccoli vengono utilizzati sulle linee con percorsi più impervi e con curve strette mentre i più capienti autosnodati vengono utilizzati sulle linee con maggior carico e talvolta sulle navette sostitutive della rete metroferrotranviaria.
Entrambe le flotte sono composte prevalentemente da mezzi con motore Diesel alimentato a gasolio, anche se ATAC dispone di un discreto quantitativo di autobus alimentati a gas naturale compresso (ospitati dalle uniche rimesse con impianti adeguati, ossia Tor Pagnotta e Tor Sapienza) e un piccolo gruppo di minibus con motore elettrico (tenuti nella rimessa di Trastevere). Nel corso del 2021 debuttano i primi mezzi mild hybrid acquistati dalla municipalizzata, un totale di 100 Mercedes-Benz Citaro C2, mentre Roma TPL possiede un King Long E10 con motorizzazione ibrido gasolio-elettrico dal 2019.
Tutti i mezzi sono monitorati attraverso il sistema automatic vehicle monitoring (AVM) e sottoposti al controllo di una sala operativa. I dati sono resi disponibili al pubblico in formato General Transit Feed Specification (GTFS) sia tramite le apposite applicazioni, ufficiali e non, che tramite i siti web gestiti da ATAC e Roma Servizi per la Mobilità.

### Livree

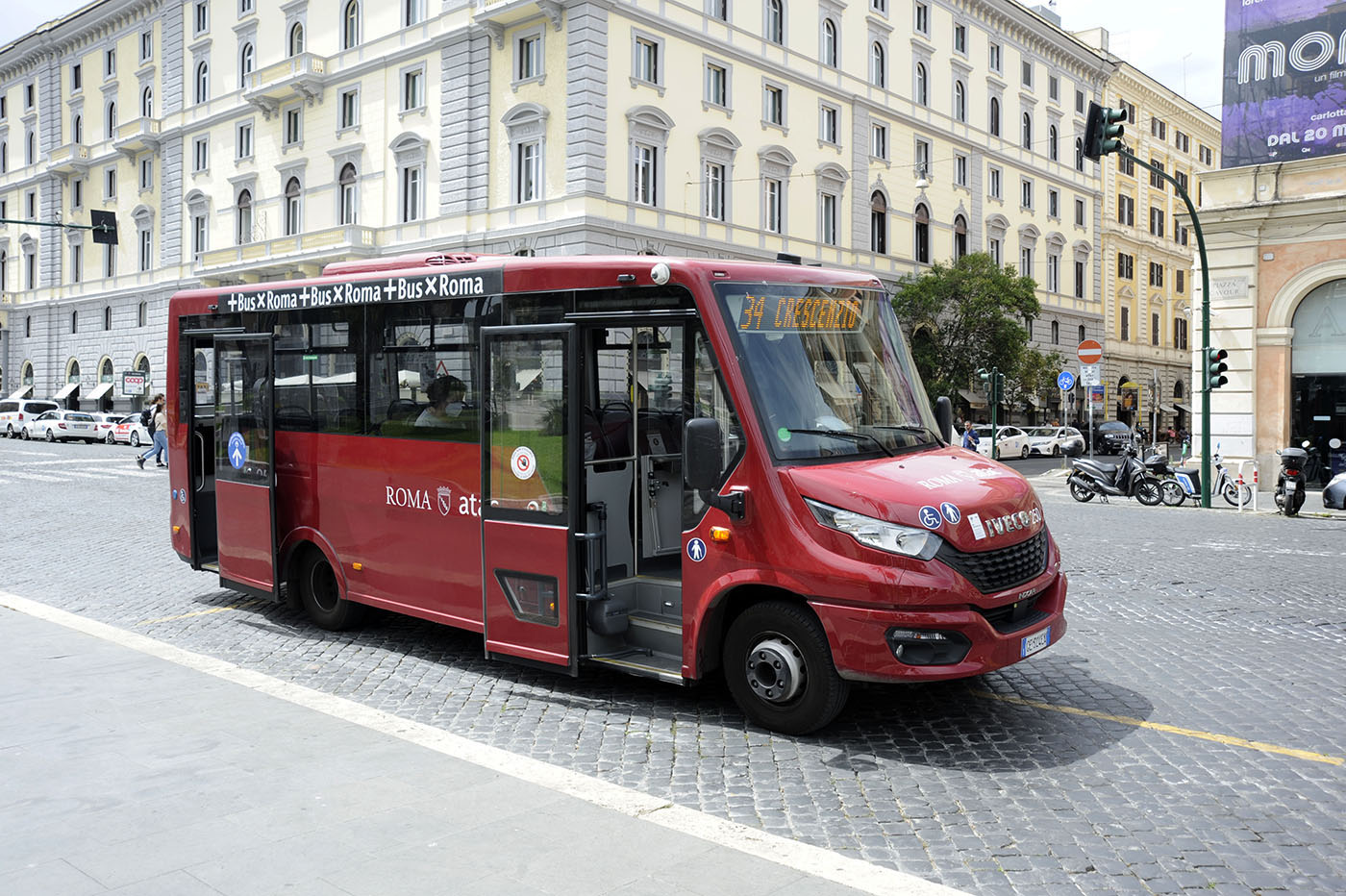
Un Indcar Mobi in servizio sulla linea 34 in piazza Cavour.

Roma TPL adotta un'unica livrea color ardesia con fascia rossa per tutti i propri mezzi, riportando il proprio logo sul vano posteriore e sul frontale, mentre sulla fascia compare il logo ATAC. In passato le diverse aziende che si sono susseguite hanno utilizzato anche una livrea arancione-celeste per i mezzi adibiti al servizio sulle linee J. Invece, i nuovi gestori del servizio TPL periferico adottano una livrea simile alla livrea Serie Roma di ATAC, con l'unica differenza quella dei loghi del consorzio Metrebus al posto di quelli ATAC, e della presenza del logo del gestore.
In ATAC invece si sono avvicendate diverse livree: dopo l'arancio ministeriale e il verde bitonale (entrambi applicati anche sulle vetture della rete tranviaria), che caratterizzarono i primi autobus della città, fu adottata una livrea che mescolava l'arancione con il rosso (gli autosnodati, invece, erano arancio-verdi), chiaro richiamo ai colori di Roma. Nel corso degli anni 2000 si affermò invece il grigio chiaro, applicato in alcuni casi anche sulle vetture più vecchie. A partire dal 2013, con l'arrivo degli Irisbus Citelis, è stata adottata la cosiddetta "serie Roma", utilizzando una tonalità di rosso vicina al rosso veneziano poi applicata sulle successive forniture. Unica eccezione i Mercedes-Benz Citaro C1 extraurbani acquistati nel 2001, che avevano mantenuto la loro livrea in blu ministeriale, ed i mezzi noleggiati tra il 2019 e il 2020 (Indcar Mobi, Iveco Bus Urbanway e VDL Citea), che hanno vestito una livrea bianca. Anche sui mezzi ATAC è presente la tipica fascia rossa con il logo di ATAC, eccetto che per i Mercedes-Benz Citaro interurbani, la cui fascia era di colore grigio chiaro.

## Incidenti
Il 13 settembre 1984 un Inbus U210 in servizio sulla linea 293 è precipitato dal viadotto della Magliana provocando otto morti, incluso l'autista, e 26 feriti. Successivamente fu appurato che l'incidente era stato causato da un malore improvviso accusato dal conducente.
Il 16 ottobre 2019 un Iveco CityClass, matricola 3943, in servizio sulla linea 301, si è scontrato contro un albero lungo la via Cassia, provocando il ferimento di circa 69 persone.
Negli anni 2000 e 2010 si è sviluppato il fenomeno dei cosiddetti "flambus", ossia vetture del trasporto pubblico romano che sono state distrutte o danneggiate gravemente da un incendio sviluppatosi accidentalmente a bordo della vettura. Nonostante questo fenomeno sia presente anche in altre aziende del trasporto pubblico, a Roma sono state raggiunte proporzioni ritenute eccessivamente elevate dalla stampa e dagli utenti. Le cause di questi incidenti possono essere imputate alla manutenzione, che è stata definita da diverse testate giornalistiche come "assente" o "insufficiente". Altre ipotesi riguardavano l'età dei mezzi o un eventuale sabotaggio ad opera dei dipendenti stessi, tuttavia sono state smentite dalle successive inchieste.